# Hans Engels
Johannes Wilhelmus Maria (Hans) Engels (Noordoostpolder, 21 augustus 1951) is een Nederlandse rechtsgeleerde, bestuurder en politicus van D66.

## Biografie
Engels studeerde Nederlands recht en Publiekrecht aan de Rijksuniversiteit Groningen en promoveerde in 1987 op een studie naar de minister zonder portefeuille. Naast zijn politieke activiteiten was hij van 17 december 2001 tot 1 januari 2014 bijzonder hoogleraar gemeenterecht/gemeentekunde (Thorbecke-leerstoel) aan de Universiteit Leiden. Tevens was hij actief als universitair hoofddocent staatsrecht bij de vakgroep Staatsrecht en Internationaal Recht aan de Rijksuniversiteit Groningen. Hij bezette van 1 januari 2014 tot 1 juni 2018 de Oppenheim-leerstoel als bijzonder hoogleraar recht decentrale overheden aan de Rijksuniversiteit Groningen. Engels publiceert met regelmaat over onderwerpen als de kwaliteit van lokaal bestuur, decentralisatie en democratie.
Tot zijn benoeming in de Eerste Kamer was Engels fractievoorzitter in de Provinciale Staten van Drenthe. Daarvoor was hij wethouder en locoburgemeester van de gemeente Eelde. Engels werd op 7 september 2004 beëdigd als Eerste Kamerlid, als tussentijds opvolger van Jacob Kohnstamm. Op 29 mei 2007 werd hij via voorkeurstemmen herkozen. Hij leidde van 22 juni 2010 tot 7 juni 2011 de tweemansfractie in de senaat. Van 7 juni 2011 tot 22 juni 2018 was hij vice-fractievoorzitter en op 26 juni 2018 werd hij wederom verkozen tot fractievoorzitter, een positie die hij behield tot zijn vertrek uit de Eerste Kamer op 11 juni 2019.
Engels was lid van de Eerste Kamercommissies voor Binnenlandse Zaken en Hoge Colleges van Staat, Europese Samenwerkingsorganisaties, Landbouw, Natuur en Voedselkwaliteit en Volksgezondheid, Welzijn en Sport/Jeugd en Gezin. Van de eerstgenoemde commissie was hij voorzitter. In het verleden was Engels onder meer voorzitter van de Bijzondere Eerste-Kamercommissie voor de JBZ-raad. In 2013 was hij voorzitter van de commissie uit de Verenigde vergadering der Staten-Generaal die de benoeming van koningin Máxima tot regent voorbereidde voor het geval van erfopvolging door de Koning die niet de leeftijd van achttien jaar heeft bereikt.
In de Eerste Kamer voerde Engels principieel verweer tegen de registratie van etniciteit voor de risicojongeren-index. Ook was hij kritisch over het biometrische paspoort en de opslag van vingerafdrukken in een centrale database. In 2008 was Engels woordvoerder over het wetsvoorstel dat het voor homoparen mogelijk maakt een buitenlands kind te adopteren. Engels brak een lans voor juridische gelijkstelling met heteroparen. Hij noemde het discriminerend wanneer ouders niet worden beoordeeld op wat zij hun kinderen te bieden hebben, maar op grond van hun seksuele voorkeur.
Van 1 oktober 2018 tot 1 januari 2021 was Engels waarnemend burgemeester van de gemeente Loppersum. Op 1 januari 2021 is de gemeente Loppersum samen met de gemeenten Delfzijl en Appingedam opgegaan in de gemeente Eemsdelta. Engels is president-commissaris van het Investeringsfonds Groningen en van de Port of Harlingen.
- Bibliothèque nationale de France: cb12066937z (data)
- Gemeinsame Normdatei: 170602907
- International Standard Name Identifier: 0000 0000 3862 2615
- Library of Congress Control Number: n88201786
- NARCIS: PRS1242256
- Nederlandse Thesaurus van Auteursnamen: 074514784
- Parlement.com: vg9fgopqpozl
- RKD-Nederlands Instituut voor Kunstgeschiedenis: 403374
- Union List of Artist Names: 500273920
- Virtual International Authority File: 86145857801423020293
- WorldCat: E39PCjGKwMKqT8GcP4yjtqRp6C